# Rui Duarte (football, 1980)
Pour les articles homonymes, voir Duarte.
Rui Sandro de Carvalho Duarte est un footballeur portugais né le 11 octobre 1980 à Lisbonne. Il évolue au poste de défenseur.

## Biographie
Rui Duarte commence sa carrière professionnelle à l'Estoril-Praia.
Il joue ensuite à Boavista puis en faveur de l'Estrela da Amadora.
En 2008, il s'expatrie en Roumanie et rejoint les rangs du FC Brașov. Puis, en 2010, il est transféré au Rapid Bucarest.
Au total, Rui Duarte joue 98 matchs en 1re division portugaise, sans toutefois inscrire de but dans ce championnat.

## Carrière
NB : seuls les matchs de championnat sont comptabilisés
| Année     | Club               | Matchs | Buts |
| --------- | ------------------ | ------ | ---- |
| 1999-2000 | SG Sacavenense     | -      | -    |
| 2000-2002 | Casa Pia           | 88     | 6    |
| 2002-2006 | Estoril-Praia      | 84     | 2    |
| 2005-2006 | → Boavista (prêt)  | 20     | 0    |
| 2006-2008 | Estrela da Amadora | 46     | 0    |
| 2008-2010 | FC Brașov          | 47     | 0    |
| 2010-2012 | Rapid Bucarest     | 48     | 1    |

## Palmarès
- Champion du Portugal de D2 en 2004 avec l'Estoril-Praia